# Christine Feehan
Christine Feehan (California, ...) è una scrittrice statunitense, maggiormente nota per aver scritto i romanzi della serie Il principe vampiro.

## Biografia
Christine Feehan nasce in California, dove cresce insieme con la madre, il padre Mark, tre fratelli e dieci sorelle (una delle quali si chiama Ruth), che costringe poi a leggere i suoi manoscritti. È sposata con Richard Feehan: insieme hanno undici figli (tra cui le figlie Billie Jo, Domini, Denise, Manda e Cecilia, e il figlio Brian), alcuni avuti da precedenti matrimoni di entrambi.
Prima di dedicarsi alla scrittura, insegna arti marziali per più di venti anni, specializzandosi in tangsudo. Feehan debutta nel 1999 con Dark Prince (in italiano Il principe vampiro - Attrazione fatale), con cui vince tre Paranormal Excellence Awards for Romantic Literature (PEARL) quello stesso anno.

## Opere

### Il principe vampiro(Dark series)
Nonostante il titolo italiano, i protagonisti della serie non sono i vampiri, ma i carpaziani, un'antica e potente razza molto longeva, dotata di poteri magici, che si nutre di sangue umano senza tuttavia uccidere le proprie prede. Pur avendo molti doni, i carpaziani sono in via di estinzione a causa di una caccia spietata condotta dal genere umano nei secoli precedenti, dovuta alla convinzione che fossero vampiri, e in corso tutt'oggi. Lo sterminio ha provocato la drastica riduzione del numero di donne carpaziane, e le poche rimaste non sono più in grado di generare figlie femmine. Alcune donne umane dotate di poteri psichici, però, si sono dimostrate in grado di superare la trasformazione in immortali senza impazzire. In assenza della propria "compagna per la vita", i maschi carpaziani perdono la facoltà di vedere i colori e provare emozioni, tranne l'eccitazione scatenata dall'omicidio: se l'atto viene compiuto, egli perde l'anima e si trasforma in un vampiro o non-morto. Per evitare questa trasformazione, i maschi sono spesso costretti a scegliere di "accogliere l'alba", cioè suicidarsi alla luce del sole. Tuttavia, se riescono a trovare la propria compagna per la vita prima di perdere l'anima, riprendono a vedere a colori e a provare sensazioni, salvandosi dalla dannazione.
1. Attrazione fatale (Dark Prince, 1999), Newton Compton, 2010, ISBN 978-88-541-2229-1
2. Desiderio (Dark Desire, 1999), Newton Compton, 2010, ISBN 978-88-541-2445-5
3. L'oro nero (Dark Gold, 2000), Newton Compton, 2011, ISBN 978-88-541-3030-2
4. Magia nera (Dark Magic, 2000), Newton Compton, 2011, ISBN 978-88-541-3319-8
5. La metamorfosi (Dark Challenge, 2000), Newton Compton, 2012, ISBN 978-88-541-3521-5
6. Fuoco nero (Dark Fire, 2001), Newton Compton, 2012, ISBN 978-88-541-4152-0
7. Sogno nero (Dark Dream, 2001), Newton Compton, 2013, ISBN 978-88-541-4996-0
8. Legame di sangue (Dark Legend, 2002), Newton Compton, 2013, ISBN 978-88-541-5508-4
9. Il guardiano (Dark Guardian, 2002), Newton Compton, 2014, ISBN 978-88-541-6423-9
10. Sinfonia di sangue (Dark Symphony, 2003), Newton Compton, 2015, ISBN 978-88-541-7883-0
11. Dark Descent (2003)
12. Dark Melody (2003)
13. Dark Destiny (2004)
14. Dark Hunger (2004)
15. Dark Secret (2005)
16. Dark Demon (2006)
17. Dark Celebration (2006)
18. Dark Possession (2007)
19. Dark Curse (2008)
20. Dark Slayer (2009)
21. Dark Peril (2010)
22. Dark Predator (2011)
23. Dark Storm (2012)
24. Dark Lycan (2013)
25. Dark Wolf (2014)
26. Dark Blood (2014)
27. Dark Crime (2015, nell'antologia Edge of Darkness)
28. Dark Ghost (2015)
29. Dark Promises (2016)
30. Dark Carousel (2016)
31. Dark Legacy (2017)
32. Dark Sentinel (2018)
33. Dark Illusion (2019)
34. Dark Song (2020)
35. Dark Tarot (2021)
36. Dark Whisper (2022)
37. Dark Memory (2023)
38. Dark Hope (2025)

### Sea Haven

#### SerieDrake Sisters
La serie, conclusasi nel 2009, segue le avventure delle sorelle Drake (Sarah, Kate, Abigail, Libby, Hannah, Joley e Elle), sette ragazze dotate di poteri magici che affrontano gli ostacoli dell'amore. Ogni volume ha per protagonista una di loro.
1. Magia nel vento (Magic in the Wind, 2003), in Magia nel vento e Oceani di fuoco, Leggere Editore, 2010, ISBN 978-88-6508-035-1
2. Melodia al crepuscolo (The Twilight Before Christmas, 2003), Leggere Editore, 2011, ISBN 978-88-6508-094-8
3. Oceani di fuoco (Oceans of Fire, 2005), in Magia nel vento e Oceani di fuoco, Leggere Editore, 2010, ISBN 978-88-6508-035-1
4. Dangerous Tides (2006)
5. Safe Harbor (2007)
6. Turbulent Sea (2008)
7. Hidden Currents (2009)

Magic in the Wind e Ocean of Fire sono stati raccolti in un unico volume intitolato Sea Storm, pubblicato nel 2010 negli Stati Uniti e anche in Italia, con il titolo Magia nel vento e Oceani di fuoco.

#### SerieSisters of the Heart
Sei donne di età differenti si riuniscono in un circolo formato dalle vittime di crimini violenti. Condividendo il proprio dolore, diventano amiche e, iniziando a considerarsi sorelle, comprano una fattoria, dove ognuna conosce l'amore.
1. Water Bound (2010)
2. Spirit Bound (2011)
3. Air Bound (2014)
4. Earth Bound (2015)

### Ghostwalkers
Il dottor Peter Whitney, un brillante e ricco scienziato, crea una tecnica per esaltare le abilità naturali dei sensitivi. Durante un esperimento segreto, trasforma dei militari ben addestrati in potenti macchine da guerra chiamate Ghostwalkers, capaci di penetrare nel campo nemico senza lasciare tracce.
1. Vieni da me (Shadow Game, 2003), Editrice Nord, 2005, ISBN 978-88-4291-376-4
2. Fuoco nel fuoco (Mind Game, 2004), Editrice Nord, 2006, ISBN 978-88-4291-460-0
3. Night Game (2005)
4. Conspiracy Game (2006)
5. Deadly Game (2007)
6. Predatory Game (2008)
7. Murder Game (2008)
8. Street Game (2009)
9. Ruthless Game (2010)
10. Samurai Game (2012)
11. Viper Game (2015)
12. Spider Game (2016)

### Leopard
1. The Awakening (2003)
2. Wild Rain (2004)
3. Burning Wild (2009)
4. Wild Fire (2010)
5. Savage Nature (2011)
6. Leopard's Prey (2013)
7. Cat's Lair (2015)
8. Wild Cat (2016)

### Altre opere
- The Scarletti Curse (2001, tie-in di Sinfonia di sangue)
- After the Music (2001, nell'antologia A Very Gothic Christmas)
- Lair of the Lion (2002)
- Rocky Mountain Miracle (2004, nell'antologia The Shadows of Christmas Past)
- The Wicked and the Wondrous
- A Christine Feehan Holiday Treasury

## Riconoscimenti
- 1999 - PEARL Award[11]
  - Best New Author of Paranormal Romance (Il principe vampiro - Attrazione fatale)
  - Best Overall Paranormal Romance (Il principe vampiro - Attrazione fatale)
- 1999 - All About Romance Award[11][12]
  - Favourite New Author
  - Favorite 'Other' Romance
  - Nomination Most Luscious (Il principe vampiro - Attrazione fatale)
  - Nomination Favorite Romance of the Year (Il principe vampiro - Attrazione fatale)
  - Nomination Favorite Villain-Rand (Il principe vampiro - Attrazione fatale)
  - Nomination Best New Discovery (Il principe vampiro - Attrazione fatale)
  - Nomination Best New Author (Il principe vampiro - Attrazione fatale)
  - Nomination Most Tortured Hero (Il principe vampiro - Desiderio)
  - Nomination Best Paranormal Romance (Il principe vampiro - Desiderio)
- 1999 - Romance Journals Francis Award[11]
  - Nomination Best Other Paranormal Romance (Il principe vampiro - Attrazione fatale)
- 1999 - RBL Romantica Awards[11]
  - Best Paranormal (Il principe vampiro - Attrazione fatale)
  - Best Secondary Character (Gregori, Il principe vampiro - Attrazione fatale)
- 2000 - Romance Books & Readers Awards[11][12]
  - Fantasy (Il principe vampiro - Attrazione fatale)
  - Terzo posto Fantasy (Il principe vampiro - Desiderio)
- 2000 - PEARL Award[13][14]
  - Best Shape-Shifter (Il principe vampiro - Magia nera)
  - Best Overall Paranormal Romance (Il principe vampiro - Magia nera)
  - Honorable Mention Best Shapeshifter (Il principe vampiro - La metamorfosi)
  - Nomination Best Overall Paranormal Romance (Il principe vampiro - La metamorfosi)
- 2000 - Romance Books & Readers[13]
  - Contemporary (Il principe vampiro - Magia nera)
  - Best Hero (Gregori,  Il principe vampiro - Magia nera)
  - Hottest Scenes (Il principe vampiro - Magia nera)
- 2000 - All About Romance Awards[13][14]
  - Nomination Most Tortured Hero (Il principe vampiro - Magia nera)
  - Nomination Fsvorite Other Romance (Il principe vampiro - La metamorfosi)
- 2000 - RBL Hughie Book Awards[13][14]
  - Favorite Hero (Gregori, Il principe vampiro - Magia nera)
  - Hottest Scene (bathtub) (Il principe vampiro - Magia nera)
  - Best Paranormal (Il principe vampiro - La metamorfosi)
- 2000 - Romance Journals Francis Award[14]
  - Nomination Best Other Paranormal Romance (Il principe vampiro - La metamorfosi)
- 2001 - RITA Awards[13]
  - Nomination Paranormal category (Il principe vampiro - Magia nera)
- 2001 - PEARL Awards[15]
  - Best Shapeshifter (Il principe vampiro - Fuoco nero)
  - Overall Paranormal (Il principe vampiro - Fuoco nero)
- 2001 - RT Reviewers Choice Awards[15]
  - Best Vampire Romance (Il principe vampiro - Fuoco nero)
  - Nomination Mainstreem Novels (Il principe vampiro - Fuoco nero)

- 2001 - RIO Dorothy Parker Award[15]
  - Terzo posto Paranormal Romance (Il principe vampiro - Fuoco nero)
- 2001 - Love Romances Readers Choice Awards[15]
  - Honorable Mention Best Paranormal Romance (Il principe vampiro - Fuoco nero)
  - Honorable Mention Best Vampire Romance (Il principe vampiro - Fuoco nero)
- 2001 - RBL Romantic Hughie Awards[15]
  - Best Cover (Il principe vampiro - Fuoco nero)
- 2002 - PEARL Awards[16][17]
  - Nomination Best Shapeshifter (Il principe vampiro - Legame di sangue)
  - Best Overall Paranormal (Il principe vampiro - Il guardiano)
  - Honorable Mention Best Shapeshifter (Il principe vampiro - Il guardiano)
- 2002 - Dorothy Parker Award[16]
  - Nomination Best Paranormal (Il principe vampiro - Legame di sangue)
- 2002 - Golden Rose Readers Choice Award from Love Romances[16][17]
  - Honorable Mention Best Vampire Romance (Il principe vampiro - Legame di sangue)
  - Best Paranormal (Il principe vampiro - Il guardiano)
  - Best Vampire Romance (Il principe vampiro - Il guardiano)
- 2002 - Waldenbooks[17]
  - Bestselling Paranormal (Il principe vampiro - Il guardiano con Lair of the Lion)
- 2003 - PNR Grass Roots SilverMoon Chalice Awards[16]
  - Best Vampire (Il principe vampiro - Legame di sangue)
- 2003 - PEARL Awards[18][19]
  - Nomination Best Shapeshifter (Il principe vampiro - Sinfonia di sangue)
  - Best Shapeshifter (Dark Melody)
  - Favorite Overall Paranormal (Dark Melody)
- 2003 - Fallen Angels Award[19]
- Best Novels of the Year (Dark Melody)
- 2003 - Romantic Times Award[19]
  - Nomination Best Vampire (Dark Melody)
  - Nomination Best Mainstream Novel (Dark Melody)
  - Nomination Best Contemporary Paranormal (Shadow Game)[20]
- 2003 - Golden Rose Reader's Choice Awards from Love Romances[19]
  - Best Shapeshifter Romance (Dark Melody)
  - Honorable Mention Best Paranormal Romance (Dark Melody)
  - Honorable Mention Best Vampire Romance (Dark Melody)
- 2004 - PEARL Awards[21][22][23]
  - Best Fantasy (Mind Game)
  - Nomination Best Shapeshifter (Dark Destiny)
  - Nomination Best Overall Paranormal (Dark Destiny)
  - Nomination Best Shapeshifter (Wild Rain)
- 2004 - RIO Award[22]
  - Excellence for Sci-Fi/Futuristic Romance (Mind Game)
- 2004 - Hughey Award[22]
  - Best Other Paranormal Romance (Mind Game)